# Sycamore (Kentucky)
Sycamore és una població dels Estats Units a l'estat de Kentucky. Segons el cens del 2000 tenia 159 habitants.

## Demografia
Segons el cens del 2000, Sycamore tenia 159 habitants, 89 habitatges, i 45 famílies. La densitat de població era de 2.046,3 habitants/km².
Dels 89 habitatges en un 15,7% hi vivien nens de menys de 18 anys, en un 31,5% hi vivien parelles casades, en un 16,9% dones solteres, i en un 49,4% no eren unitats familiars. En el 46,1% dels habitatges hi vivien persones soles el 18% de les quals corresponia a persones de 65 anys o més que vivien soles. El nombre mitjà de persones vivint en cada habitatge era d'1,79 i el nombre mitjà de persones que vivien en cada família era de 2,42.
Per edats la població es repartia de la següent manera: un 15,7% tenia menys de 18 anys, un 6,3% entre 18 i 24, un 18,9% entre 25 i 44, un 33,3% de 45 a 60 i un 25,8% 65 anys o més.
L'edat mediana era de 51 anys. Per cada 100 dones de 18 o més anys hi havia 61,4 homes.
La renda mediana per habitatge era de 48.750 $ i la renda mediana per família de 60.313 $. Els homes tenien una renda mediana de 36.875 $ mentre que les dones 33.750 $. La renda per capita de la població era de 26.239 $. Cap de les famílies i el 4,7% de la població estaven per davall del llindar de pobresa.

## Poblacions més properes
El següent diagrama mostra les poblacions més properes.